# Aldo Casalinuovo
Aldo Casalinuovo (Catanzaro, 9 marzo 1914 – Catanzaro, 16 aprile 2000) è stato un avvocato, giurista e politico italiano.

## Biografia
Avvocato penalista, professore, giurista e politico calabrese, eletto nella I e nella III legislatura alla Camera dei Deputati per il Blocco Nazionale e poi per il Partito Monarchico Popolare, termina il mandato parlamentare nel 1963. 
Dal 1971 al 1985 è presidente del Consiglio Nazionale Forense.
Era il fratello del deputato socialista Mario Casalinuovo.
Dopo gli studi classici nella sua città natale, nel 1931 si iscrisse alla facoltà giurisprudenza dell’Università di Roma dove si laureò brillantemente nel 1935.
Fine giurista e studioso fecondo, nel 1938 divenne anche Libero docente di diritto penale nello stesso Ateneo.
Fortemente contrario alla pena di morte già con alcuni scritti giovanili (Il problema della pena di morte, 1935; Disciplina giuridica della pena di morte, 1939), continuò a battersi e nel Congresso degli Ordini forensi europei di Istanbul (1978) fu promotore della richiesta unanime di abolizione in tutto il mondo.
Dopo la morte del padre che l’aveva fondata, nel 1919 fu direttore della rivista di dottrina e giurisprudenza “Calabria Giudiziaria”, e successivamente della “Rassegna forense”, periodico del Consiglio nazionale Forense.
Come politico, partecipò attivamente ai lavori parlamentari e intervenne nei dibattiti più importanti. Nelle due legislature ha presentato 26 progetti di legge, 10 come primo firmatario, e ha fatto 58 interventi in aula.
Muore nella primavera del 2000, a 86 anni.

## Opere Principali
- Il problema della pena di morte, Tipo Editrice Bruzia, Catanzaro 1935;
- Disciplina giuridica della pena di morte, Jovene, Napoli 1939;
- La causa d'onore nella struttura del reato, Jovene, Napoli 1939;
- La tutela penale della razza italiana, 1939;
- La capacità a delinquere nella teoria del reato e della pericolosità, Ed. “La Calabria giudiziaria”, Catanzaro 1943;
- Le gesta della malavita politica. In difesa di Don Calogero Vizzini, Biblioteca de "L'eloquenza", Roma 1949;
- La Corte d’Assise, Giuffrè, Milano 1964;
- Lineamenti di una riforma dell'istruzione penale, Arti Grafiche Abramo, Catanzaro 1965;
- Frammenti di vita: arringhe discorsi e celebrazioni di grandi giuristi scomparsi, Gesualdi Editore, Roma 1976;
- Parlamento, istituzioni, democrazia (seminario di studio, Roma, 11-13 dicembre 1979), Giuffrè, Milano 1980;
- Studi penalistici e discorsi, Abramo, Catanzaro 2007

## Onorificenze

### Onorificenze italiane
Nel 1966 il presidente della Repubblica, Giuseppe Saragat lo nominò componente del Consiglio dell’Ordine al Merito della Repubblica.